# Granulaia stygnoides
Granulaia stygnoides is een hooiwagen uit de familie Zalmoxioidae.